# Kassiguié
Kassiguié est un village de la région de l'Agnéby-Tiassa dans le Sud de la Côte d'Ivoire dans le District des Lagunes. Cette localité rurale est rattachée à la commune d'Agboville. Les Abés sont le peuple du village de Kassiguié. La popution de Kassiguié est estimée à environ 1 029 habitants.